# Дон Сезар де Базан (фільм, 1942)
«Дон Сезар де Базан» (італ. Don Cesare di Bazan) — італійський історично-пригодницький фільм-драма 1942 року з Джино Черві, Аннелізою Уліг та Паоло Стоппою в головних ролях. Сюжет стрічки заснований на однойменній п'єсі Філіпа Дюмонуара та Адольфа д'Еннері. Дія відбувається у XVII столітті під час Сегадорського повстання в Каталонії. Фільм був повнометражним режисерським дебютом Ріккардо Фреди, що став згодом одним з найуспішніших режисером італійського комерційного кінематографа.

## У ролях
| • Джино Черві      | … | Дон Сезар де Базан                 |
| • Аннеліза Уліг    | … | Рені Дюма                          |
| • Паоло Стоппа     | … | Санчо                              |
| • Енріко Глорі     | … | віконт де Бомон                    |
| • Енцо Більйотті   | … | Філіп IV                           |
| • Джованні Грассо  | … | Дон Хосе де Нор'єга                |
| • Карло Дузе       | … | «Корво», посланник віконта         |
| • Антоніо Мар'єтті | … | молодий граф, сфальшований актором |
| • Альфредо Роберт  | … | Паскуале Корналіс, актор           |
| • Сандріно Морено  | … | дитина                             |

## Знімальна група
- Автори сценарію — Джакомо Де Бенедетті, Серджо Амідеї, Віталіано Бранкаті, Ріккардо Фреда, Чезаре Дзаваттіні
- Режисер-постановник — Ріккардо Фреда
- Продюсер — Ріккардо Фреда
- Оператор — Маріо Кравері
- Композитор — Франко Д'Ачарді
- Монтаж — Рональдо Бенедетті
- Художник-постановник — Гастоне Медін
- Художники по костюмах — Марія Де Маттеї, Джино Сенсані